# Mezőlak
Mezőlak je vas na Madžarskem, ki upravno spada pod podregijo Pápai Županije Veszprém.